# Okyay Küçükkayalar
Okyay Küçükkayalar, född 8 juli 1978, är en turkisk bågskytt. Han deltog vid olympiska sommarspelen 1996.